# Аугюстесен, Карл
| Открытые астероиды: 7                                                                         | Открытые астероиды: 7 |
| --------------------------------------------------------------------------------------------- | --------------------- |
| (3033) Холбек [1][2]                                                                          | 5 марта 1984          |
| (3309) Брорфельде [3]                                                                         | 28 января 1982        |
| (3318) Бликсен [1]                                                                            | 23 апреля 1985        |
| (3596) Мерион [1]                                                                             | 14 ноября 1985        |
| (3934) Tove [1][2]                                                                            | 23 февраля 1987       |
| (5320) Lisbeth [1][2]                                                                         | 14 ноября 1985        |
| (5321) Jagras [1][2]                                                                          | 14 ноября 1985        |
| 1. совместно с Поуль Йенсен 2. совместно с Hans Jørn Fogh Olsen 3. совместно с Kåre S. Jensen |                       |

Карл Аугюстесен (нидерл. Karl Augustesen, 1945) — датский астроном и первооткрыватель астероидов, который работает в обсерватории Брорфельде. В период 1984 по 1987 год совместно с другими астрономами им было обнаружено в общей сложности 7 астероидов.
В знак признания его заслуг одному из астероидов было присвоено его имя (5171) Аугюстесен.